# Europese kampioenschappen kunstschaatsen 1983
De Europese Kampioenschappen kunstschaatsen zijn wedstrijden die samen een jaarlijks terugkerend evenement vormen, georganiseerd door de Internationale Schaatsunie (ISU).
De kampioenschappen van 1983 vonden plaats van 1 tot en met 6 februari in Dortmund. Het was de tweede keer, na het EK van 1953, dat de EK kampioenschappen hier plaatsvonden. Het was de vijftiende keer dat een EK kampioenschap in (West-)Duitsland plaatsvond, eerder waren ook Hamburg (1891), Berlijn (1893, 1900, 1907, 1910, 1930, 1936, 1961), Bonn (1905), Triberg im Schwarzwald (1925), Garmisch-Partenkirchen (1960, 1969) en Keulen (1973) gaststad voor een EK.
Voor de mannen was het de 75e editie, voor de vrouwen en paren was het de 47e editie en voor de ijsdansers de 30e editie.

## Historie
De Duitse en Oostenrijkse schaatsbond, verenigd in de "Deutscher und Österreichischer Eislaufverband", organiseerden zowel het eerste EK Schaatsen voor mannen als het eerste EK Kunstschaatsen voor mannen in 1891 in Hamburg, in toen nog het Duitse Keizerrijk, nog voor het ISU in 1892 werd opgericht. De internationale schaatsbond nam in 1892 de organisatie van het EK kunstschaatsen over. In 1895 werd besloten voortaan het WK kunstschaatsen te organiseren en kwam het EK te vervallen. In 1898, na twee jaar onderbreking, vond toch weer een herstart plaats van het EK kunstschaatsen.
De vrouwen en paren zouden vanaf 1930 jaarlijks om de Europese titel strijden. De ijsdansers streden vanaf 1954 om de Europese titel in het kunstschaatsen.

## Deelname
Er namen deelnemers uit negentien landen deel aan deze kampioenschappen. Zij vulden het aantal van 75 startplaatsen in de vier disciplines in.
Voor België nam Katrien Pauwels voor de tweede keer deel in het vrouwentoernooi. Voor Nederland debuteerde Li Scha Wang in het vrouwentoernooi en het paar Marianne van Bommel / Wayne Deweyert namen voor de derde keer deel bij het ijsdansen.
(Tussen haakjes het totaal aantal startplaatsen over de disciplines.)
| Sovjet-Unie (11) Duitsland (9) Frankrijk (7) Duitse Democratische Republiek (7) Verenigd Koninkrijk (6) | Tsjecho-Slowakije (5) Oostenrijk (4) Finland (3) Hongarije (3) Italië (3) | Zwitserland (3) Denemarken (2) Joegoslavië (3) Nederland (2) Polen (2) | Spanje (2) Zweden (2) België (1) Bulgarije (1) |

## Medaille verdeling
Bij de mannen prolongeerde Norbert Schramm de Europese titel. Het was zijn derde medaille, in 1981 werd hij derde. De nummers twee, Jozef Sabovčík, en drie, Alexander Fadeev, stonden beide voor de eerste keer op het erepodium.
Bij de vrouwen werd Katarina Witt de 23e Europees kampioene en de vierde Oost-Duitse vrouw, na Gabriele Seyfert (in 1967, 1970), Christine Errath (in 1973, 1974, 1975) en Anett Pötzsch (in 1977, 1978, 1979, 1980), die deze titel veroverde. Het was haar tweede medaille, in 1982 werd tweede. Elena Vodorezova op plaats twee veroverde haar derde medaille, in 1978 en 1982 werd ze derde. Voor Claudia Leistner op plaats drie was het haar eerste medaille bij de EK Kunstschaasten.
Bij de paren prolongeerden Sabine Baess / Tassilo Thierbach de Europese titel. Het was hun derde medaille, in 1979 werden ze derde. Voor Elena Valova / Oleg Vasiliev op de tweede plaats en Birgit Lorenz / Knut Schubert op de derde plaats was het hun eerste medaille bij het EK Kunstschaatsen.
Bij het ijsdansen werden Natalja Bestemjanova / Andrej Boekin het veertiende paar en het vierde Sovjet paar die de Europese titel veroverden. Het was hun tweede medaille, in 1982 werden ze tweede. Voor Olga Volozhinskaia / Alexandr Svinin op de tweede plaats en Karen Barber / Nicholas Slater op de derde plaats was het hun eerste medaille bij het EK Kunstschaatsen.
| Discipline | Goud                                 | Zilver                               | Brons                          |
| ---------- | ------------------------------------ | ------------------------------------ | ------------------------------ |
| Mannen     | Norbert Schramm                      | Jozef Sabovčík                       | Alexander Fadeev               |
| Vrouwen    | Katarina Witt                        | Elena Vodorezova                     | Claudia Leistner               |
| Paren      | Sabine Baess / Tassilo Thierbach     | Elena Valova / Oleg Vasiliev         | Birgit Lorenz / Knut Schubert  |
| IJsdansen  | Natalja Bestemjanova / Andrej Boekin | Olga Volozhinskaia / Alexandr Svinin | Karen Barber / Nicholas Slater |

## Uitslagen
| #      | naam (deelname)            | land                                    | pc |
| ------ | -------------------------- | --------------------------------------- | -- |
| Goud   | Norbert Schramm (4)        | Vlag van Duitsland                      |    |
| Zilver | Jozef Sabovcik (5)         | Vlag van Tsjechië                       |    |
| Brons  | Alexandr Fadeev (3)        | Vlag van Sovjet-Unie                    |    |
| 4      | Heiko Fischer (2)          | Vlag van Duitsland                      |    |
| 5      | Vladimir Kotin (3)         | Vlag van Sovjet-Unie                    |    |
| 6      | Jean-Christophe Simond (7) | Vlag van Frankrijk                      |    |
| 7      | Rudi Cerne (4)             | Vlag van Duitsland                      |    |
| 8      | Grzegorz Filipowski (3)    | Vlag van Polen                          |    |
| 9      | Laurent Depouilly          | Vlag van Frankrijk                      |    |
| 10     | Fernand Fedronic           | Vlag van Frankrijk                      |    |
| 11     | Lars Akesson (3)           | Vlag van Zweden                         |    |
| 12     | Falko Kirsten (2)          | Vlag van Duitse Democratische Republiek |    |
| 13     | Thomas Hlavik (2)          | Vlag van Oostenrijk                     |    |
| 14     | Miljan Begovic (4)         | Vlag van Joegoslavië                    |    |
| 15     | Mark Pepperday (3)         | Vlag van Verenigd Koninkrijk            |    |
| 16     | Richard Furrer (2)         | Vlag van Zwitserland                    |    |
| 17     | Bruno del Maestro (3)      | Vlag van Italië                         |    |
| 18     | Petr Barna                 | Vlag van Tsjechië                       |    |
| 19     | Todd Sand (2)              | Vlag van Denemarken                     |    |
| 20     | Andras Szaraz (2)          | Vlag van Hongarije                      |    |
| 21     | Fernando Soria (2)         | Vlag van Spanje                         |    |

| #      | naam (deelname)        | land                                    | pc     |
| ------ | ---------------------- | --------------------------------------- | ------ |
| Goud   | Katarina Witt (5)      | Vlag van Duitse Democratische Republiek |        |
| Zilver | Elena Vodorezova (5)   | Vlag van Sovjet-Unie                    |        |
| Brons  | Claudia Liestner (2)   | Vlag van Duitsland                      |        |
| 4      | Manuela Ruben (3)      | Vlag van Duitsland                      |        |
| 5      | Anna Kondrashova       | Vlag van Sovjet-Unie                    |        |
| 6      | Kristiina Wegelius (7) | Vlag van Finland                        |        |
| 7      | Anna Antonova          | Vlag van Sovjet-Unie                    |        |
| 8      | Janina Wirth (2)       | Vlag van Duitse Democratische Republiek |        |
| 9      | Sonja Stanek (4)       | Vlag van Oostenrijk                     |        |
| 10     | Sanda Dubravcic (7)    | Vlag van Joegoslavië                    |        |
| 11     | Karin Telser (3)       | Vlag van Italië                         |        |
| 12     | Parthena Sarafidis (2) | Vlag van Oostenrijk                     |        |
| 13     | Sandra Cariboni (2)    | Vlag van Zwitserland                    |        |
| 14     | Karin Hendschke        | Vlag van Duitse Democratische Republiek |        |
| 15     | Katrien Pauwels (2)    | Vlag van België                         |        |
| 16     | Hana Vesela (2)        | Vlag van Tsjechië                       |        |
| 17     | Agnes Gosselin         | Vlag van Frankrijk                      |        |
| 18     | Li Scha Wang           | Vlag van Nederland                      |        |
| 19     | Hanne Gambord (2)      | Vlag van Denemarken                     |        |
| 20     | Susan-Ann Jackson      | Vlag van Verenigd Koninkrijk            |        |
| 21     | Catarina Lindgren (3)  | Vlag van Zweden                         |        |
| 22     | Elise Ahonen           | Vlag van Finland                        |        |
| 23     | Nora Miklosi (2)       | Vlag van Hongarije                      |        |
| 24     | Rosario Esteban (3)    | Vlag van Spanje                         |        |
| -      | Karen Wood (3)         | Vlag van Verenigd Koninkrijk            | t.z.t. |

| #      | naam (deelname)                         | land                                    | pc |
| ------ | --------------------------------------- | --------------------------------------- | -- |
| Goud   | Sabine Baess (6) Tassilo Thierbach (6)  | Vlag van Duitse Democratische Republiek |    |
| Zilver | Elena Valova Oleg Vasiliev              | Vlag van Sovjet-Unie                    |    |
| Brons  | Birgit Lorenz (3) Knut Schubert (4)     | Vlag van Duitse Democratische Republiek |    |
| 4      | Veronika Pershina (3) Marat Akbarov (3) | Vlag van Sovjet-Unie                    |    |
| 5      | Marina Avstriskaia Juri Kvashnin        | Vlag van Sovjet-Unie                    |    |
| 6      | Babette Pressler Torsten Ohlow          | Vlag van Duitse Democratische Republiek |    |
| 7      | Claudia Massari Leonardo Azzola         | Vlag van Duitsland                      |    |
| 8      | Susan Garland (4) Robert Daw (4)        | Vlag van Verenigd Koninkrijk            |    |
| 9      | Jana Havlova Rene Novotny               | Vlag van Tsjechië                       |    |
| 10     | Nathalie Tortel (2) Xavier Douillard    | Vlag van Frankrijk                      |    |
| 11     | Birgit Kuss Uwe Fischbeck               | Vlag van Duitsland                      |    |
| 12     | Naija Pekkala Pekka Pekkala             | Vlag van Finland                        |    |

| #      | naam (deelname)                            | land                           | pc |
| ------ | ------------------------------------------ | ------------------------------ | -- |
| Goud   | Natalja Bestemjanova (4) Andrej Boekin (4) | Vlag van Sovjet-Unie           |    |
| Zilver | Olga Volozhinskaia (2) Alexandr Svinin (2) | Vlag van Sovjet-Unie           |    |
| Brons  | Karen Barber (5) Nicholas Slater (5)       | Vlag van Verenigd Koninkrijk   |    |
| 4      | Marina Klimova Sergei Ponomarenko          | Vlag van Sovjet-Unie           |    |
| 5      | Nathalie Herve (4) Pierre Bechu (4)        | Vlag van Frankrijk             |    |
| 6      | Petra Born (3) Rainer Schonborn (3)        | Vlag van Duitsland             |    |
| 7      | Wendy Sessions (3) Stephan Williams (3)    | Vlag van Verenigd Koninkrijk   |    |
| 8      | Isabella Michel (2) Roberto Pelizzola (4)  | Vlag van Italië                |    |
| 9      | Jindra Hola (4) Karol Foltan (4)           | Vlag van Tsjechië              |    |
| 10     | Judit Peterfy (3) Csaba Balint (3)         | Vlag van Hongarije             |    |
| 11     | Antonia Becherer Ferdinand Becherer        | Vlag van Duitsland             |    |
| 12     | Marianne van Bommel (3) Wayne Deweyert (3) | Vlag van Nederland             |    |
| 13     | Graziella Ferpozzi Marco Ferpozzi          | Vlag van Zwitserland           |    |
| 14     | Marine Olivier (2) Philippe Boissier (2)   | Vlag van Frankrijk             |    |
| 15     | Kathrin Beck Christoff Beck                | Vlag van Oostenrijk            |    |
| 16     | Bozena Wierzchowska Robert Kazanowski      | Vlag van Polen                 |    |
| 17     | Christina Boianova Yavor Ivanov            | Vlag van Bulgarije (1971-1990) |    |

Medaillewinnaars

Mannen · 
Vrouwen ·
Paren · 
IJsdansen

Toernooi

1891 · 
1892 · 
1893 · 
1894 · 
1895 · 
1896-1897 · 
1898 · 
1899 · 
1900 · 
1901 · 
1902-1903 · 
1904 · 
1905 · 
1906 · 
1907 · 
1908 · 
1909 · 
1910 · 
1911 · 
1912 · 
1913 · 
1914 · 
1915-1921 · 
1922 · 
1923 · 
1924 · 
1925 · 
1926 · 
1927 · 
1928 · 
1929 · 
1930 · 
1931 · 
1932 · 
1933 · 
1934 · 
1935 · 
1936 · 
1937 · 
1938 · 
1939 ·
1940-1946 · 
1947 · 
1948 · 
1949 · 
1950 · 
1951 · 
1952 · 
1953 · 
1954 · 
1955 · 
1956 · 
1957 · 
1958 · 
1959 · 
1960 · 
1961 · 
1962 · 
1963 · 
1964 · 
1965 · 
1966 · 
1967 · 
1968 · 
1969 · 
1970 · 
1971 · 
1972 · 
1973 · 
1974 · 
1975 · 
1976 · 
1977 · 
1978 · 
1979 · 
1980 · 
1981 · 
1982 · 
1983 · 
1984 · 
1985 · 
1986 · 
1987 · 
1988 · 
1989 · 
1990 · 
1991 · 
1992 · 
1993 · 
1994 · 
1995 ·
1996 · 
1997 · 
1998 · 
1999 · 
2000 · 
2001 · 
2002 · 
2003 · 
2004 · 
2005 · 
2006 ·
2007 ·
2008 ·
2009 ·
2010 ·
2011 ·
2012 ·
2013 ·
2014 ·
2015 ·
2016 ·
2017 ·
2018 ·
2019 ·
2020 ·
2021 · 
2022 · 
2023 · 
2024 · 
2025

WK kunstschaatsen ·
WK kunstschaatsen junioren ·
Viercontinentenkampioenschap ·
Olympische Spelen